# CAC Winjeel
O CAC Winjeel foi uma aeronave australiana de treino e instrução de voo com 3 lugares. Desenvolvida pela CAC, serviu a RAAF a partir de 1955 como aeronave de treino, até 1975, e desempenhou outros papéis , sendo retirada da força aérea em 1995.